# Nguyễn Văn Điềm
Nguyễn Văn Điềm (1930-1975), nguyên là một tướng lĩnh Bộ binh của Quân lực Việt Nam Cộng hòa, cấp bậc Chuẩn tướng. Ông xuất thân từ những khóa đầu tiên của trường Sĩ quan Trừ bị do Quân đội Quốc gia Việt Nam mở ra ở miền Nam, ban đầu với mục đích đào tạo sĩ quan để phục vụ cho Quân đội Liên hiệp Pháp. Suốt thời gian tại ngũ, ông chỉ chuyên phục vụ trong Quân chủng Bộ binh. Ông đã tuần tự đi lên từ chức vụ chỉ huy cấp Trung đội cho đến Tư lệnh cấp Sư đoàn. Cuối tháng 3 năm 1975, ông bị tử nạn khi đang trên đường di tản về tuyến sau.

## Tiểu sử & Binh nghiệp
Ông sinh vào tháng 8 năm 1930 trong một gia đình Nho học tại Thừa Thiên, miền Trung Việt Nam. Ông học Tiểu học và Trung học theo giáo trình Pháp tại Huế. Năm 1949, ông tốt nghiệp Trung học Phổ thông Khải Định tại Huế với văn bằng Tú tài bán phần (Part I). Sau đó được bổ dụng làm công chức ngoại ngạch tùng sự tại Huế cho đến khi gia nhập quân đội.

### Quân đội Quốc gia Việt Nam
Cuối năm 1953, thi hành lệnh động viên, ông nhập ngũ vào Quân đội Quốc gia, mang số quân: 50/200.102. Theo học khóa 4 Cương Quyết 1 tại trường Sĩ quan Trừ bị Thủ Đức, khai giảng ngày 1 tháng 12 năm 1953. Ngày 1 tháng 6 năm 1954 mãn khóa tốt nghiệp với cấp bậc Thiếu úy. Ra trường giữ chức vụ Trung đội trưởng trong một đơn vị Bộ binh.

### Quân đội Việt Nam Cộng hòa
Giữa năm 1956, sau 8 tháng chuyển từ Quân đội Quốc gia sang phục vụ Quân đội Việt Nam Cộng hòa, ông được thăng cấp Trung úy giữ chức vụ Đại đội trưởng thuộc Tiểu đoàn 1, Trung đoàn 2, Sư đoàn 1 Bộ binh.
Cuối năm 1963, sau cuộc đảo chính Tổng thống Ngô Đình Diệm (ngày 1 tháng 11). Ngày 2 tháng 11 ông được thăng cấp Đại úy và được chỉ định giữ chức vụ Trưởng phòng 2 trong Bộ tư lệnh Sư đoàn 1 Bộ binh do Đại tá Trần Thanh Phong làm Tư lệnh. Tháng 1 năm 1964, ông bàn giao chức vụ này lại cho Đại úy Vũ Văn Giai (nguyên Trại trưởng Lực lượng Đặc biệt Khâm Đức) để nhận nhiệm vụ mới trong Bộ tư lệnh Sư đoàn.
Giữa năm 1968, ông được thăng cấp Thiếu tá và được cử làm Chỉ huy phó Trung đoàn 1 thuộc Sư đoàn 1 Bộ binh do Thiếu tướng Ngô Quang Trưởng làm Tư lệnh Sư đoàn. Ngày 1 tháng 1 năm 1969, ông được thăng cấp Trung tá và được cử giữ chức vụ Trung đoàn trưởng Trung đoàn 1. Tháng 10 năm 1970, ông được đặc cách tại mặt trận thăng cấp Đại tá tại nhiệm.
Thời gian giữ chức Chỉ huy Trung đoàn 1, ông đã trải qua 2 vị Tư lệnh là Thiếu tướng Ngô Quang Trưởng (6/1966-8/1970) và Thiếu tướng Phạm Văn Phú (8/1970-11/1972)
Cuối năm 1971, ông chuyển nhiệm vụ về Bộ tư lệnh Sư đoàn 1 và được cử làm Tư lệnh phó Sư đoàn, phụ tá cho Thiếu tướng Phạm Văn Phú. Ngày 19 tháng 9 năm 1972, Thiếu tướng Phạm Văn Phú xin từ nhiệm vì lý do sức khoẻ, ông được giao Xử lý Thường vụ chức vụ Tư lệnh Sư đoàn trong thời gian chờ Tư lệnh mới. Ngày 1 tháng 11 cùng năm, Chuẩn tướng Lê Văn Thân được bổ nhiệm làm Tư lệnh Sư đoàn, ông tiếp tục trở về chức vụ Tư lệnh phó.
Cuối năm 1973, ông được bổ nhiệm chức vụ Tư lệnh Sư đoàn 1 Bộ binh thay thế Chuẩn tướng Lê Văn Thân. Ngày 1 tháng 4 năm 1974 ông được thăng cấp Chuẩn tướng tại nhiệm.
- Sư đoàn 1 Bộ binh vào thời điểm tháng 3/1975, nhân sự của Bộ tư lệnh Sư đoàn và Chỉ huy các Trung đoàn được phân bổ trách nhiệm như sau:
-Tư lệnh - Chuẩn tướng Nguyễn Văn Điềm
-Tư lệnh phó - Đại tá Trương Tấn Thục[4]
-Tham mưu trưởng - Đại tá Ngô Văn Lợi[5]
-Chỉ huy Pháo binh - Trung tá Phan Văn Phúc[6]
-Trung đoàn 1 - Đại tá Võ Toàn[7]
-Trung đoàn 3 - Trung tá Hoàng Mão[8]
-Trung đoàn 51 - Đại tá Nguyễn Bùi Quang[9]
-Trung đoàn 54 - Trung tá Nguyễn Văn Bình[10]

## 1975
Ngày 28 tháng 3, ông được giao kiêm chức vụ Quân trấn trưởng Đà Nẵng. Ngày 29 tháng 3, trong chuyến trực thăng UH1.H bay từ Non Nước (Đà Nẵng) lúc hoàng hôn di tản về Quy Nhơn, Bình Định. Vì chở nặng và bay trong đêm cộng thêm sương mù nên trực thăng bay theo ven biển. Bay đến địa phận Quận Bình Sơn, Quảng Ngãi, trực thăng chao đảo, cánh quạt chạm nước gây tai nạn và chìm xuống biển. Trên trực thăng chở hơn 10 người gồm Phi hành đoàn, ông cùng một số sĩ quan Chỉ huy, Tham mưu và một Thượng sĩ Y tá. Khi tử nạn, mất tích, ông mới 45 tuổi.
Ngày 2 tháng 10 năm 2011, gia đình ông đã tìm ra hài cốt tại địa điểm sát bờ biển Lá Ngải, thôn An Hải, xã Bình Châu, Bình Sơn, Quảng Ngãi. Ngoài hài cốt của ông còn có phần hài cốt của Đại tá Võ Toàn.

## Gia đình
- Thân phụ: Cụ Nguyễn Văn Bùi
- Thân mẫu: Cụ Nguyễn Thị Châu
- Nhạc phụ: Cụ Nguyễn Phúc Ưng Ký (Thuộc hệ thứ 3 trong bài Đế hệ thi)
- Nhạc mẫu: Cụ Nguyễn Thị Hảo
- Phu nhân: Bà Công Tằng Tôn Nữ Minh Tâm (Sinh năm 1930 tại Huế)

Ông bà có 7 người con (3 trai, 4 gái)
Nguyễn Minh Đệ, Nguyễn Minh Đức, Nguyễn Minh Đại, Nguyễn Thị Anh Đào, Nguyễn Thị Thanh Đan, Nguyễn Thị Bích Đào, Nguyễn Thị minh Đoàn